# Hermann Albert Hanekom
Hermann Albert Hanekom (* 22. August 1940 in Sea Point, Kapstadt) ist ein ehemaliger südafrikanischer Diplomat.

## Leben
Hanekom begann 1966 als Gesandtschaftssekretär dritter Klasse in Bern. 1970 war er im Ministerialrat in der Abteilung Afrika, Botswana, Lesotho, Swasiland, Indian Ocean Islands. Beim UN-Hauptquartier war er von 1972 bis 1978 im Gesandtschaftsrat. Für zwei Jahre, von 1976 bis 1978 saß er im Ministerialrat in der Abteilung Information in Pretoria. 1980 war er im Gesandtschaftsrat in Rom vertreten, ein Jahr später in Paris. Der stellvertretende Direktor der Abteilung Afrika war er 1985. Hanekom war von 1989 bis 1993 Botschafter in Kinshasa (Zaire). Ab 12. August 1993 wurde er in gleicher Funktion in Brazzaville akkreditiert und hatte Exequatur als Konsul in Ruanda. Stellvertretender Direktor der Abteilung Afrika, Organisation für Afrikanische Einheit und Sicherheit war er von 1994 bis 1996.